# Brachyscleroma umbilici
Brachyscleroma umbilici là một loài tò vò trong họ Ichneumonidae.